# Laphria varipes
Laphria varipes är en tvåvingeart som beskrevs av Jacques-Marie-Frangile Bigot 1878. Laphria varipes ingår i släktet Laphria och familjen rovflugor. Inga underarter finns listade i Catalogue of Life.